# Ptilodexia agilis
Ptilodexia agilis là một loài ruồi trong họ Tachinidae.